# Racing Club de Tunis
Le Racing Club de Tunis (arabe : راسينغ كلوب) ou RC est un club omnisports disparu, basé à Tunis en Tunisie.

## Historique
Il naît sous la forme de la première société de football créée en Tunisie le 15 septembre 1904 sous le nom de Football Club de Tunis. La dénomination est modifiée six jours plus tard pour devenir le Racing Club de Tunis, officialisé le 11 mai 1905. En novembre 1907, le premier championnat de Tunisie démarre avec trois équipes civiles, le RC, le Football Club de Bizerte et le Sporting de Ferryville, et deux équipes scolaires, celles du lycée Carnot et du Collège Sadiki. Le RC remporte deux championnats en 1921-1922 et 1924-1925.
Son équipe de volley-ball évolua en deuxième division du championnat tunisien et était composée des joueurs suivants : Rémy Meimoun, Lucien Tuil, Gaston Bokobza, Élie Gihan, Simon Benmoussa ou encore Max Bessis.
Léon Nataf en a été le président et Robert Meimoun son secrétaire général.

## Palmarès
Football
- Championnat de Tunisie (9) :

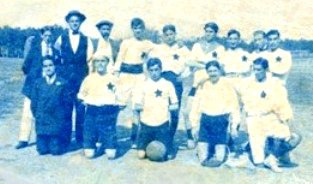
Équipe de football du Racing Club de Tunis.

  - Champion : 1907, 1909, 1910, 1911, 1914, 1920, 1921, 1922, 1925

- Coupe de Tunisie (2) :
  - Vainqueur : 1924, 1932

- Ligue des champions de l'ULNA (1) :
  - Vainqueur : 1920